# پراتزو
پراتزو (به ایتالیایی: Prazzo) یک کومونه در ایتالیا است که در استان کونیو واقع شده‌است. پراتزو ۵۱ کیلومتر مربع مساحت و ۲۱۸ نفر جمعیت دارد و ۱٬۰۰۰ متر (۳٬۲۸۱ فوت) متر بالاتر از سطح دریا واقع شده‌است.